# Закшев (Сохачевський повіт)
Закшев (пол. Zakrzew) — село в Польщі, у гміні Нова-Суха Сохачевського повіту Мазовецького воєводства.
Населення — 338 осіб (2011).
У 1975-1998 роках село належало до Скерневицького воєводства.

## Демографія
Демографічна структура станом на 31 березня 2011 року:
|          | Загалом | Допрацездатний вік | Працездатний вік | Постпрацездатний вік |
| -------- | ------- | ------------------ | ---------------- | -------------------- |
| Чоловіки | 157     | 24                 | 116              | 17                   |
| Жінки    | 181     | 33                 | 108              | 40                   |
| Разом    | 338     | 57                 | 224              | 57                   |